# 안일사
안일사(安逸寺)는 대한민국 대구광역시 남구 대명동에 위치한 대한불교조계종 제9교구 본사인 동화사 소속의 사달이다. 통일신라의 전통 사찰이며, 대한불교조계종 제9교구 본사 동화사의 말사(末寺)이다.

안일사의 이름 유래는 고려 태조 왕건과 관련이 있다. 왕건은 후백제의 견훤에게 패배한 후, 충복인 신숭겸의 지략 덕분에 목숨을 구할 수 있었다. 그는 후백제군의 추격을 피하는 과정에서 그는 앞산의 굴에 숨어들었고, 안일사에서 500m 거리에 위치한 왕굴은 왕건이 3개월 동안 편안히 머물렀던 곳이다. 이로 인해 사찰의 이름이 안일사(安逸寺)로 지어졌다고 전해진다.

## 역사
안일사는 927년 (경순왕 1년) 영조대사(靈照大師)가 창건한 사찰로, 근대까지의 역사는 거의 전해지지 않는다.
대구 지역 독립운동의 장소로써 적극적으로 활용되었다. 1915년 1월 15일,  윤상태(尹相泰), 서상일(徐相日), 이시영(李始榮) 등 13인의 독립운동가들은 안일사에서 우리나라 광복을 위해 비밀결사인 조선국권회복단 중앙총부를 조직하였고, 1919년 3·1운동 이후에는 상해 임시정부를 지원하기 위해 군자금 모금 운동을 벌이는 등 항일운동의 본부 역할을 했다.
1932년 경송이 중창하였고, 1960년에는 주지 철인이, 1972년에는 주지 시진이 대웅전을 중창하였다.
사찰이 현재의 모습을 갖추기 시작한 것은 1990년대 들어서면서부터로, 2000년 주지 혜정이 새 대웅전 건립 불사를 진행하였고, 2008년 주지 선광이 대웅전을 완공하였다. 2013년에는 관음전을 건립하고 천수천안관세음보살삼존좌상을 조성했으며, 2018년에는 일주문, 종각, 요사채를 건립하였다.
또 1990년부터는 대명동 주택가에 포교당과 반야어린이집을 개설하여 운영하고 있다. 현재 반야어린이집은 어린이 불자 양성과 불교 및 사찰에 대한 이미지를 개선하고 안일사와 지역민을 연결하는 중심제 역할을 하고 있다. 대구 지역 독립운동의 대표격인 안일사는 2015년부터 조선국권회복단선양회와 함께 독립운동 선열 36인의 위령제를 지내고 있다. 또한 안일사 불자들은 '신묘장구대다라니 108독 수행정진' 을 통해 신행 혁신을 실천하며, 지역 내 소외된 이웃과 저소득층 주민에게 라면과 김치를 나누는 봉사활동을 지속적으로 수행하고 있다.

## 현황
안일사는 대구시민의 휴식공원 역할을 하는 앞산의 중턱에 위치해 있으며, 탁 트인 경관으로 인해 마음이 시원하게 열리는 공간이다. 앞산순환도로에서 1km 정도 거리에 있어 접근성도 좋으며, 도심 속의 산중 사찰로 각인되었다. 이러한 지리적 여건 덕분에 안일사는 불자들과 대구시민들에게 산중에 있는 기분을 만끽할 수 있는 드문 사찰로 자리 잡았다.

## 주요 볼거리

### 목조석가여래좌상
안일사에는 2015년 5월 11일 대구광역시 유형문화재 제71호로 지정된 대구 안일사 목조석가여래좌상(大邱 安逸寺 木造釋迦如來坐像)이 있다. 이 불상은 대웅전에 봉안되어 있으며, 보존 상태가 양호하고 상호나 착의법 등에서 17세기 후반 목조불상의 특징을 잘 보여준다. 복장유물인 석가모니불조성기(釋迦牟尼佛造成記)에 따르면, 이 목조석가여래좌상은 조각승 탁밀(卓密)과 보웅(普雄) 등이 1694년(숙종 20)에 조성한 것이다.

### 왕굴
태조 왕건이 머물었다고 전하는 동굴이다.

### 통일기원돌탑
김종환씨가 남북통일을 기원하면서 쌓은 높이 23m, 둘레 75m, 15t 트럭 528대의 돌이 사용된 전국에서 가장 큰 규모의 돌탑이다.

## 같이 보기
- 대구광역시의 유형문화재
- 앞산